# 100 aC
El 100 aC va ser un any del calendari romà pre-julià. A l'Imperi Romà es coneixia com l'Any del Consolat de Mari i Flac (o també any 654 ab urbe condita). La denominació 100 aC per a aquest any s'ha emprat des de l'edat mitjana, quan el calendari Anno Domini va esdevenir el mètode prevalent a Europa per a anomenar els anys.

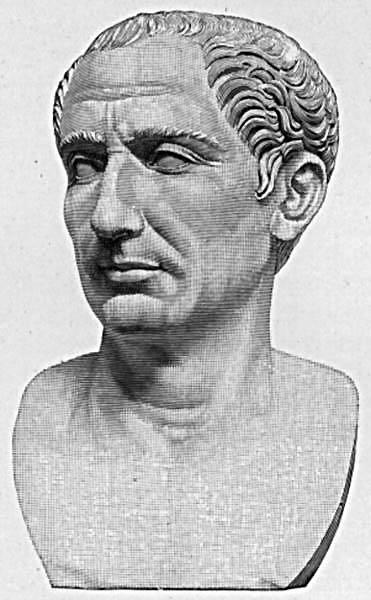
Juli Cèsar

## Esdeveniments

### Àsia
- Gandhara i Panjab són governats pel rei indogrec Demetri III Anicet.[2]

### República Romana
- Luci Valeri Flac i Gai Mari, que exerceix el càrrec per sisena vegada, són elegits cònsols.[3]
- Aulus Noni, candidat al càrrec de tribú de la plebs, mor a mans de Gai Servili Glàucia i Apuleu Saturní, els caps del partit rival.[4]
- El tribú de la plebs Luci Apuleu Saturní i el pretor Servili Glàucia, a finals d'aquest any, decideixen matar Gai Memmi, a punt de ser elegit cònsol. El qüestor Gai Saufeu els recolza. Els aristòcrates decideixen prendre el poder i el Senat els declara fora la llei, ordenant als consols sortints la seva detenció. Glàucia, Saturní i Saufeu es refugien al Capitoli, on els tallen el subministrament d'aigua. Els assetjats es rendeixen a Mari que els tanca a la Cúria Hostília, però Flac els condemna a mort i el poble hi entra i els mata.[5]
- Quint Cecili Metel Numídic s'exilia a l'illa de Rodes després d'haver-se negat a jurar una llei que proposa Apuleu Saturní.[6]
- Mani Aquil·li celebra un triomf per les seves victòries en la Segona Guerra Servil.[7]

## Naixements
12 de juliol, Roma. Juli Cèsar, general i polític romà, mort el 15 de març del 44 aC.
- Corneli Nepot, escriptor i historiador romà (data aproximada).[9]

## Necrològiques
- Luci Apuleu Saturní i Gai Servili Glàucia, polítics del partit dels populars a Roma, assassinats.[5]
- Luci Equici, un esclau que es va fer passar per fill de Tiberi Grac, aquest any és elegit tribú de la plebs pel 99 aC. Participa activament en els plans de d'Apuleu Saturní, però mor assassinat.[5]